# محوطه دارمرو
محوطه دارمرو مربوط به دوره اشکانیان - سده‌های اولیه دوران‌های تاریخی پس از اسلام است و در شهرستان سلسله (الشتر)، بخش مرکزی، دهستان دوآب، ۳ کیلومتری غرب روستای ریخ اسپی (ریگ سفید) واقع شده و این اثر در تاریخ ۷ اسفند ۱۳۸۶ با شمارهٔ ثبت ۲۱۳۱۳ به‌عنوان یکی از آثار ملی ایران به ثبت رسیده است.